# Eolsharpa

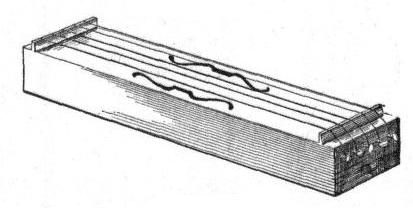
Eolsharpa

Eolsharpa, eller vindharpa, är ett stränginstrument där vinden sätter strängarna i rörelse.
Den består av en rektangulär resonanslåda av trä över vilken vanligen sexton likstämda strängar av olika tjocklek är spända. När instrumentet ställs i ett öppet fönster låter strängarna genom vindens inverkan höra både sin grundton och sina alikvoter i brutna ackord av en ofta förtrollande klang.
Harpan drivs  av den effekt som uppstår av von Kármáns virvelgata. Vindens rörelse över strängarna orsakar periodiskt oscillerande virvlar, som i sin tur får strängarna att vibrera. 

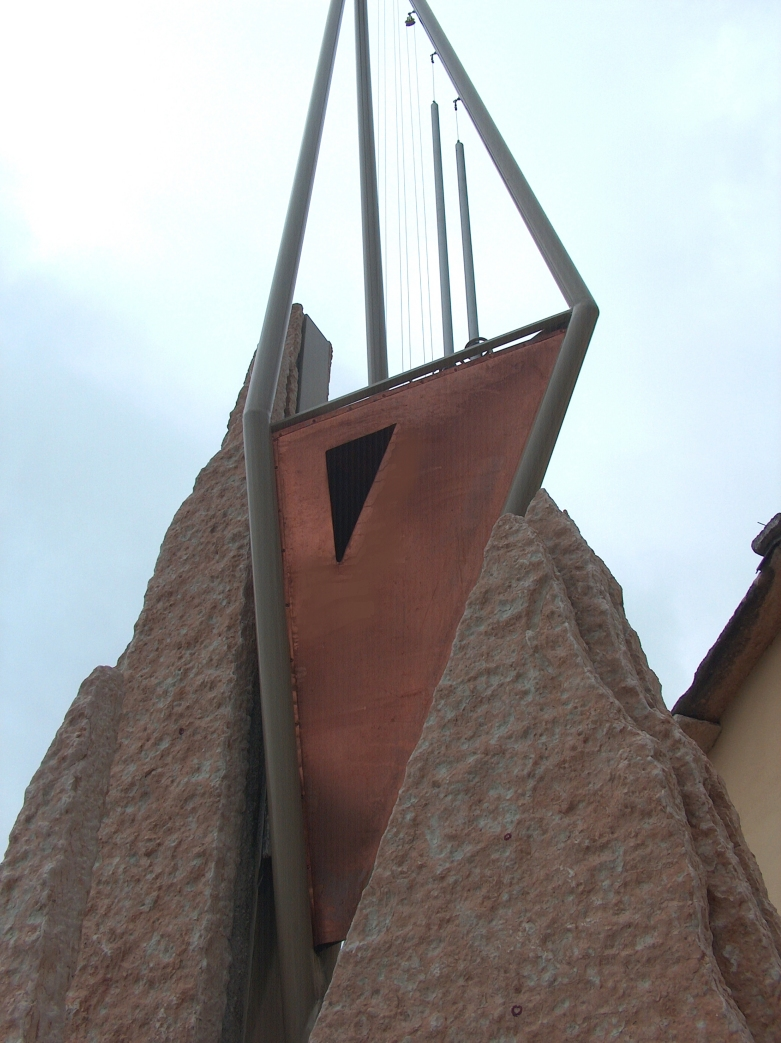
Eolsharpa i Negrar, Italien

Monumentala eolsharpor finns byggda som konstprojekt. I Negrar i den italienska provinsen Verona finns en monumental eolsharpa, mer än sex meter hög. Den består av ett ramverk med en resonanslåda av koppar. Instrumentet har sex strängar av olika längd och material. När vinden blåser skapar instrumentet hörbara ljud på upp till fyra meters avstånd. 
Eol är äldre svensk namnform för vindguden Aiolos i grekisk mytologi.